# Porte de Chine
Pour le film de Samuel Fuller, voir Porte de Chine (film).
La Porte de Chine (chinois simplifié : 中华门 ; chinois traditionnel : 中華門 ; pinyin : Zhōnghuámén) était une porte cérémoniale historique, démolie en 1954, qui se trouvait dans la partie sud de l’actuelle place Tian'anmen à Pékin en République populaire de Chine, l’emplacement de l’actuel mausolée de Mao Zedong. Cette porte qui se trouvait dans l’axe nord-sud central de Pékin au nord de Zhengyangmen, au sein de la ville tartare au cours des dynasties Ming et Qing, donnait l’accès à une allée triomphale de la Cité impériale qui se terminait à Tian'anmen. Contrairement à ces deux portes défensives qu’étaient Zhengyangmen et Tian'anmen, la porte de Chine était purement cérémoniale, sans remparts, construire de brique avec 3 ouvertures.

## Histoire
La porte fut bâtie sous le règne de l’empereur Yongle au cours de la dynastie Ming. Elle était la porte sud de la Cité impériale, et en la Chine ancienne, le sud était considéré comme le point cardinal le plus prestigieux, et cette porte avait dès lors le statut de « Porte nationale ».  Son nom changea  lors de la succession des dynasties. Appelée Porte du Grand Ming sous les Ming, elle arborait les strophes « Le soleil et la lune illuminent les vertus du Ciel ; Les montagnes et les rivières rendent magnifique la maison de l’Empereur » (日月光天德 山河壮帝居 ; Rìyuè guāng tiān dé shānhé zhuàng dìjū). Sous les Qing qui succéda, la porte fut renommée Porte du Grand Qing (chinois: Dàqīngmén, 大清門 ; mandchou : Daicing duka) en 1644. Après la chute de la dynastie Qing en 1912, la porte fut renommée Porte de Chine. En 1952, avec l’expansion de la place Tian'anmen, des consultants soviétiques recommandèrent la destruction de la porte. Elle le fut effectivement en 1954. En 1976, après la mort de Mao Zedong, son mausolée fut construit sur le site de l’ancienne porte.

## Architecture

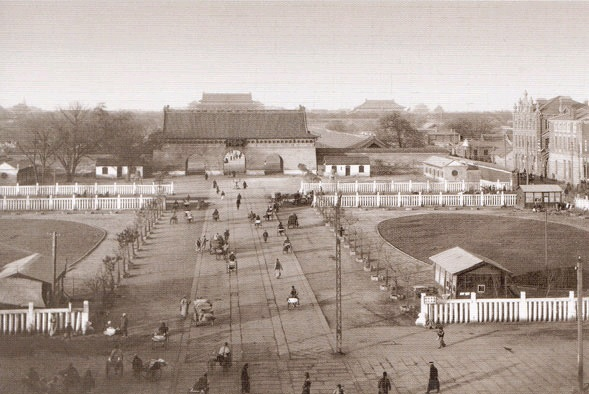
Vue en direction du nord, Tian'anmen en arrière-plan.

En tant que point de passage entre la Cité impériale et la ville tartare, la Porte de Chine fut construite pour être formelle et statique. Le Code du Grand Qing prescrivait qu’elle devait comporter trois ouvertures, des gouttières volantes, une place parfaite en avant, deux lions de part et d’autre, et une « stèle démontable » de chaque côté (大清门，三阙上为飞檐崇脊，门前地正方，绕以石栏，左右狮各一，下马石碑各一 ; Dà qīngmén， sān què shàng wèi fēiyán chóng jǐ， mén qián dì zhèngfāng， rào yǐ shílán， zuǒyòu shī gè yī， xiàmǎ shíbēi gè yī). Elle est d’un style similaire à la Grande Porte rouge des tombes de la dynastie Ming et des tombes impériales de la dynastie Qing.
Au cours de la dynastie Qing, l’espace entre la porte du Grand Qinq et Zhengyangmen fut une place entourée d’une barrière de pierre. Au cours de la dynastie Ming, cet espace fut un marché populaire appelé « rues en échiquier », à cause de la faible largeur entre les étals.
Les stèles démontables à l’extérieur de la porte indiquaient l’endroit où les officiels devaient quitter leur palanquin ou descendre de leur cheval. Au-delà de la porte, seuls l’Empereur, l’Impératrice, et l’impératrice douairière pouvaient s’y déplacer en palanquin. Durant la dynastie Qing, seule l’Impératrice entrait dans la Cité interdite en palanquin à l’occasion de son mariage. Les concubines et autres accompagnants devaient entrer par la porte au nord de cité interdite, la Shenwumen (神武门), Porte de la Prouesse Divine.

## Divers
L’inscription figurant au sommet de la porte était un bas relief, avec des caractères faits de lapis lazuli et incrustés dans la pierre. Le 9 octobre 1912, le jour avant le premier anniversaire de la révolution Xinhai, le gouvernement de la république de Chine décida de changer le nom de la porte en « Porte de Chine » pour célébrer la fin du pouvoir impérial. Il fut envisagé de reprendre la tablette de l’inscription, et de la retourner pour y graver une nouvelle inscription. Ils découvrirent cependant que le dos de la tablette comportait l’inscription « Porte du Grand Ming » ; il semble que les artisans Qing avaient eu la même idée deux cents ans plus tôt. Une tablette de bois fut dès lors réalisée, et le maire de Pékin écrivit les trois caractères 中華門 (Porte de la Chine).
La tablette originale en pierre se trouve actuellement au musée de la capitale de Pékin.